# Henrik IV av Kastilien
Henrik IV av Kastilien (Enrique IV de Castilla), född 6 januari 1425, död 12 december 1474; kung av Kastilien från 1454, var son till Johan II av Kastilien i hans första äktenskap med Maria av Aragonien; halvbror till Isabella I av Kastilien. 

## Biografi
Han var först gift med Blanka II av Navarra, sedan med Johanna av Portugal. I hans andra äktenskap föddes en dotter, kallad Juana la Beltraneja, eftersom det allmänt ansågs att flickans riktige far var en man vid namn Beltran de la Cueva. Detta gav anledning till ett uppror från den redan missnöjda adeln, som ledde till att adeln istället lät utropa Henriks halvbror Alfonso av Kastilien. Ett inbördeskrig utbröt då och först efter Alfonsos död 1468 kunde Henrik ta sin krona i full besittning. Han utvalde sedan Isabella till sin tronarvinge.
Henrik IV kallades även för Henrik den impotente. Han lär ha varit så frånstötande att kungafamiljen efter hans död aldrig någonsin mer nämnde hans namn. Han var ohyggligt ful – hans profil påminde om en halvmåne. Dessutom luktade han illa eftersom han aldrig bytte underkläder och han var "i avsaknad av vissa manliga vitala förmågor".